# Ацтекские руины (США)

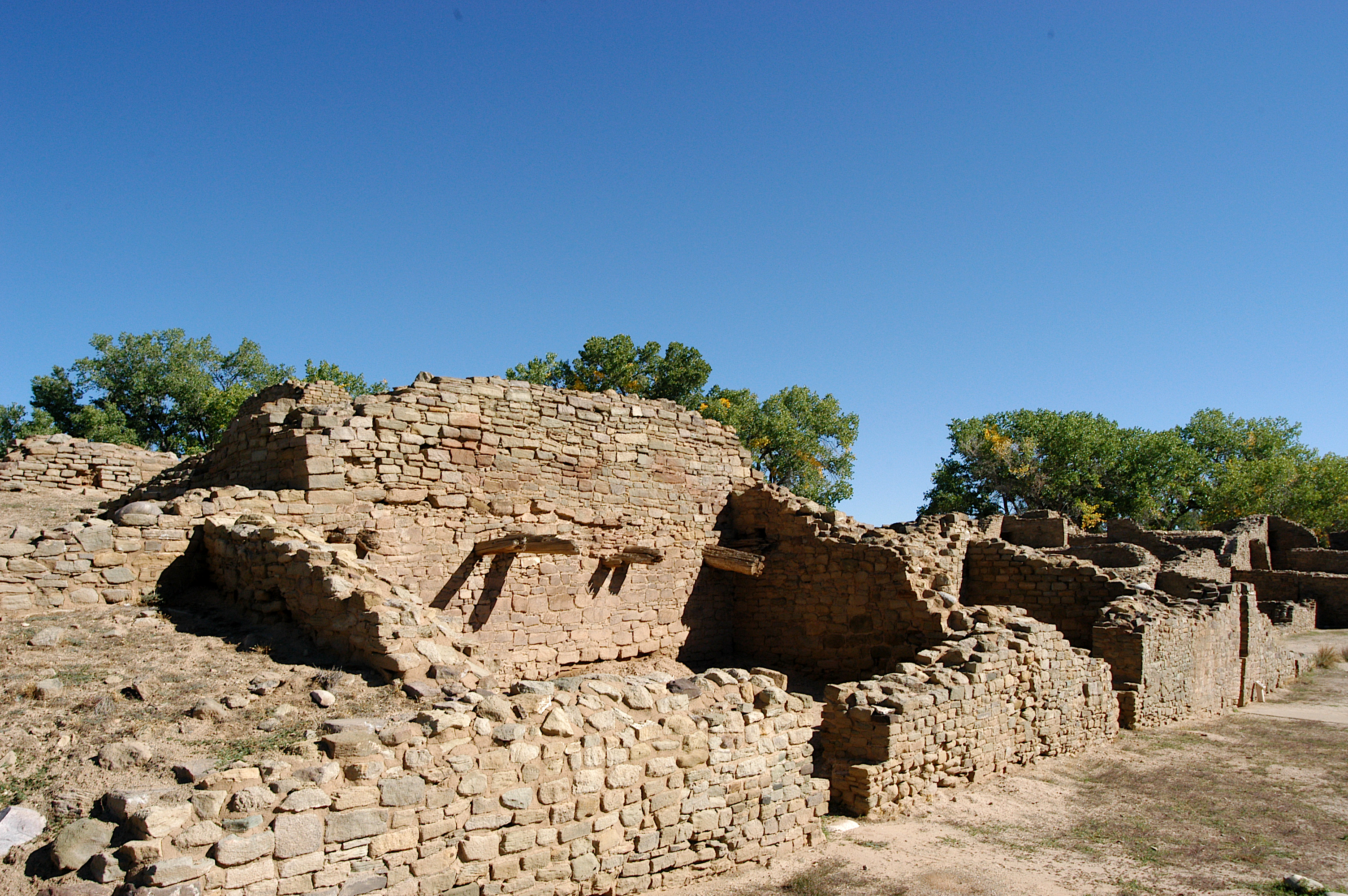
Западная стена

«Ацтекские руины» (англ. Aztec Ruins National Monument) — национальный памятник, находящийся на северо-западе штата Нью-Мексико в США, вблизи города Ацтек и к северо-востоку от Фармингтона, около реки Анимас. Главной ценностью здесь являются сооружения, построенные в Средние века народом пуэбло. Невдалеке от него, к югу, находится парк Солмонские руины, где представлены другие сооружения древних пуэбло, непосредственно к западу от Блумфилда близ реки Сан-Хуан.
Сооружения относятся к XI—XIII векам. Ошибочное название связано с тем, что американские поселенцы XIX века первоначально приписывали эти сооружения ацтекам, с которыми пуэбло находятся лишь в весьма отдалённом языковом родстве. Название закрепилось как традиционное.